# نادي شتوتغارت
نادي شتوتغارت 1893 للرياضة البدنية (بالألمانية: Verein für Bewegungsspiele Stuttgart 1893 e.V) هو أحد أندية كرة القدم في ألمانيا. يقع في مدينة شتوتغارت التابعة لولاية بادن فورتمبيرغ. يشارك حاليا في دوري الدرجة الأولى الألماني بوندسليغا غاب فقط لموسمين عن الدرجة الأولى منذ 1963م. فاز ببطولة ألمانيا الدرجة الأولى خمس مرات مواسم 1950 — 1952 — 1983/1984 — 1991/1992 — 2006/2007 كما فاز بكأس ألمانيا ثلاث مرات.
تجري مباريات الفريق الأول التي يكون فيها المضيف ملعب إم إتش بي أرينا، والفريق الثاني يلعب في دوري الدرجة الثالثة وهي أعلى درجة يسمح للفريق الثاني الوصول إليها. يبلغ عدد المنضمين لعضوية النادي (بحسب إحصاء سبتمبر 2011) 45636 عضو، ويعتبر نادي شتوتغارت أكبر نادٍ رياضي في الولاية وفي المرتبة الخامسة على مستوى الدولة.

## البطولات

### الدوري الألماني
فاز بالمركز الأول (خمس مرات) : 1950، 1952، 1983–84، 1991–92، 2006-07

المركز الثاني (5 مرات) : 1935، 1953، 1978–79، 2002–03، 2023-24.

### كأس ألمانيا
فاز (4 مرات) : 1953–54، 1957–58، 1996–97، 2024-25

المركز الثاني (3 مرات) : 1985–86، 2006–07، 2012–13

### كأس السوبر الألماني
فاز به مرة واحدة عام 1992

### كأس الدوري الألماني
المركز الثاني (3 مرات) : 1997، 1998، 2005